# Pseudohaplogonaria caribbea
Pseudohaplogonaria caribbea är en plattmaskart som beskrevs av Hooge och Tyler 2007. Pseudohaplogonaria caribbea ingår i släktet Pseudohaplogonaria och familjen Haploposthiidae. Inga underarter finns listade i Catalogue of Life.